# Chris Kamara
Christopher Kamara (Middlesbrough, 25 de Dezembro de 1957), mais conhecido por Chris Kamara, é um ex-futebolista inglês que jogava como meio-campista. Depois de se aposentar dos campos, treinou as equipes do Bradford City e Stoke City por alguns anos, antes de se tornar comentarista esportivo no canal Sky Sports.

## Carreira

### Como Futebolista e Treinador
Como futebolista, destacou-se de 1991 a 1994, quando atuou na 1ª divisão inglesa.

#### Estatísticas
| Clube                   | Temporada    | Liga Nacional   | Liga Nacional | Liga Nacional | FA Cup | FA Cup | Copa da Liga Inglesa | Copa da Liga Inglesa | Outros | Outros | Total | Total |
| Clube                   | Temporada    | Divisão         | Jogos         | Gols          | Jogos  | Gols   | Jogos                | Gols                 | Jogos  | Gols   | Jogos | Gols  |
| ----------------------- | ------------ | --------------- | ------------- | ------------- | ------ | ------ | -------------------- | -------------------- | ------ | ------ | ----- | ----- |
| Portsmouth              | 1975–76      | Second Division | 24            | 4             | 0      | 0      | 0                    | 0                    | 0      | 0      | 24    | 4     |
| Portsmouth              | 1976–77      | Third Division  | 39            | 3             | 4      | 1      | 1                    | 0                    | 0      | 0      | 44    | 4     |
| Portsmouth              | Total        | Total           | 63            | 7             | 4      | 1      | 1                    | 0                    | 0      | 0      | 68    | 8     |
| Swindon Town            | 1977–78      | Third Division  | 40            | 10            | 3      | 0      | 6                    | 1                    | 0      | 0      | 49    | 11    |
| Swindon Town            | 1978–79      | Third Division  | 28            | 2             | 3      | 2      | 5                    | 0                    | 0      | 0      | 36    | 4     |
| Swindon Town            | 1979–80      | Third Division  | 34            | 5             | 6      | 1      | 6                    | 0                    | 0      | 0      | 46    | 6     |
| Swindon Town            | 1980–81      | Third Division  | 45            | 4             | 2      | 1      | 5                    | 0                    | 0      | 0      | 52    | 5     |
| Swindon Town            | Total        | Total           | 147           | 21            | 14     | 4      | 22                   | 1                    | 0      | 0      | 183   | 26    |
| Portsmouth              | 1981–82      | Third Division  | 11            | 0             | 0      | 0      | 3                    | 1                    | 0      | 0      | 14    | 1     |
| Portsmouth              | Total        | Total           | 11            | 0             | 0      | 0      | 3                    | 1                    | 0      | 0      | 14    | 1     |
| Brentford               | 1981–82      | Third Division  | 31            | 5             | 3      | 0      | 0                    | 0                    | 0      | 0      | 34    | 5     |
| Brentford               | 1982–83      | Third Division  | 44            | 11            | 3      | 0      | 7                    | 0                    | 3      | 0      | 57    | 11    |
| Brentford               | 1983–84      | Third Division  | 38            | 6             | 3      | 1      | 4                    | 0                    | 1      | 0      | 46    | 7     |
| Brentford               | 1984–85      | Third Division  | 39            | 6             | 4      | 1      | 4                    | 1                    | 6      | 1      | 53    | 9     |
| Brentford               | Total        | Total           | 152           | 28            | 13     | 2      | 15                   | 1                    | 10     | 1      | 190   | 32    |
| Swindon Town            | 1985–86      | Fourth Division | 20            | 1             | 0      | 0      | 0                    | 0                    | 2      | 0      | 22    | 1     |
| Swindon Town            | 1986–87      | Third Division  | 42            | 3             | 2      | 0      | 4                    | 0                    | 8      | 0      | 56    | 3     |
| Swindon Town            | 1987–88      | Second Division | 25            | 2             | 3      | 0      | 5                    | 0                    | 3      | 0      | 36    | 2     |
| Swindon Town            | Total        | Total           | 87            | 6             | 5      | 0      | 9                    | 0                    | 13     | 0      | 114   | 6     |
| Stoke City              | 1988–89      | Second Division | 38            | 4             | 3      | 0      | 2                    | 1                    | 1      | 0      | 44    | 5     |
| Stoke City              | 1989–90      | Second Division | 22            | 1             | 1      | 0      | 2                    | 0                    | 2      | 1      | 27    | 2     |
| Stoke City              | Total        | Total           | 60            | 5             | 4      | 0      | 4                    | 1                    | 3      | 1      | 71    | 7     |
| Leeds United            | 1989–90      | Second Division | 11            | 1             | 0      | 0      | 0                    | 0                    | 0      | 0      | 11    | 1     |
| Leeds United            | 1990–91      | First Division  | 7             | 0             | 0      | 0      | 2                    | 0                    | 0      | 0      | 9     | 0     |
| Leeds United            | 1991–92      | First Division  | 2             | 0             | 0      | 0      | 1                    | 0                    | 1      | 0      | 4     | 0     |
| Leeds United            | Total        | Total           | 20            | 1             | 0      | 0      | 3                    | 0                    | 1      | 0      | 24    | 1     |
| Luton Town              | 1991–92      | First Division  | 28            | 0             | 1      | 0      | 0                    | 0                    | 0      | 0      | 29    | 0     |
| Luton Town              | 1992–93      | First Division  | 21            | 0             | 0      | 0      | 2                    | 0                    | 2      | 0      | 25    | 0     |
| Luton Town              | Total        | Total           | 49            | 0             | 1      | 0      | 2                    | 0                    | 2      | 0      | 54    | 0     |
| Sheffield United (loan) | 1992–93      | Premier League  | 8             | 0             | 0      | 0      | 0                    | 0                    | 0      | 0      | 8     | 0     |
| Middlesbrough (loan)    | 1992–93      | Premier League  | 5             | 0             | 0      | 0      | 0                    | 0                    | 0      | 0      | 5     | 0     |
| Sheffield United        | 1993–94      | Premier League  | 16            | 0             | 1      | 0      | 0                    | 0                    | 0      | 0      | 17    | 0     |
| Bradford City           | 1994–95      | Second Division | 23            | 3             | 2      | 0      | 3                    | 0                    | 2      | 1      | 30    | 4     |
| Career total            | Career total | Career total    | 641           | 71            | 44     | 7      | 62                   | 5                    | 31     | 3      | 778   | 86    |

#### Curiosidades
- O jogo eletrônico de futebol Chris Kamara's Street Soccer, de 2000, recebeu este nome em sua homenagem.[2]

#### Conquistas e Campanhas de Destaque
Como Jogador
- Brentford
  - Vice-campeão Football League: 1985
- Swindon Town
  - Jogador do ano da equipe: 1979–80
  - Campeão Football League Fourth Division: 1985–86
  - Campeão Football League Third Division: 1986–87
- Stoke City
  - Jogador do ano da equipe: 1988–89
- Leeds United
  - Football League Second Division champion: 1989–90

Como Treinador
- Bradford City
  - Football League Second Division: 1996

### Carreira Pós-Aposentadoria

#### Copa do Mundo de 2014
Em 2014, ele foi contratado pela companhia aérea British Airways para "ensinar" algumas frases em português aos milhares de torcedores ingleses que vão aterrissar no Brasil para a Copa do Mundo daquele ano. No vídeo de 5 minutos, roetirizado com o típico humor inglês, Chris Kamara diz aos passageiros como agir como brasileiros no torneio, ensinando em português expressões do futebol como impedimento, falta e até reclamar do juiz.
Kamara viraria notícia novamente por conta desta mesma Copa, já que ele perseguiu e segurou um ladrão, em Ipanema, após seu cunhado ser assaltado. Ele ainda narrou toda a aventura ao vivo pelo twitter.

#### Uefa Euro 2016
Em 2016, participou de uma campanha da Carlsberg, patrocinadora do Euro 2016. Numa espécie de pegadinha, ele se disfarçou para tentar descobrir se os passageiros dos transportes públicos de Londres são bondosos ou não.

## Videografia
| Ano              | Programa                               | Papel           | Canal           | Notas/Infos                                     |
| ---------------- | -------------------------------------- | --------------- | --------------- | ----------------------------------------------- |
| 2000—atualmente  | Goals on Sunday                        | Co-apresentador | Sky Sports      | Com Ben Shephard                                |
| 2011             | That Sunday Night Show                 | Convidado       | ITV             | 1 episódio                                      |
| 2011             | John Bishop's Britain                  | Football pundit | BBC One         | 5 episódios                                     |
| 2012, 2016       | 8 Out of 10 Cats                       | Convidado       | Channel 4/More4 | 2 episódios                                     |
| 2013             | Tipping Point: Lucky Stars             | Participante    | ITV             | 1 episódio                                      |
| 2014             | The Chase: Celebrity Special           | Participante    | ITV             | 1 episódio                                      |
| 2015—            | Ninja Warrior UK                       | Co-apresentador | ITV             | 3 temporadas; com Ben Shephard e Rochelle Humes |
| 2015             | Give a Pet a Home                      | Colaborador     | ITV             | 1 series                                        |
| 2015, 2016, 2017 | Celebrity Juice                        | Convidado       | ITV2            | 3 episódios                                     |
| 2015             | Tipping Point for Text Santa           | Participante    | ITV             | 1 episódio                                      |
| 2016             | The Big Fat Quiz of Everything         | Convidado       | Channel 4       | 1 episódio                                      |
| 2016             | Loose Women                            | Convidado       | ITV             | 2 episódio                                      |
| 2016             | The Great Sport Relief Bake Off        | Contestant      | BBC One         | 1 episódio                                      |
| 2016             | You're Back in the Room                | Convidado       | ITV             | 1 episódio                                      |
| 2016             | Play to the Whistle                    | Convidado       | ITV             | 1 episódio                                      |
| 2016             | Soccer Aid 2016                        | Commentarista   | ITV             | Live football event                             |
| 2016             | Murder in Successville                 | Convidado       | BBC Three       | 1 episódio                                      |
| 2016             | It's Not Me, It's You                  | Convidado       | Channel 5       | 1 episódio                                      |
| 2016             | Celebrity Storage Hunters              | Participante    | Dave            | 1 episódio                                      |
| 2016             | Have I Got News for You                | Convidado       | BBC One         | 1 episódio                                      |
| 2016             | Would I Lie to You? Christmas Special  | Convidado       | BBC One         | 1 episódio                                      |
| 2017             | Ant & Dec's Saturday Night Takeaway    | Commentarista   | ITV             | 1 episode; 'Ant vs. Dec' segment                |
| 2017             | Harry Hill's Alien Fun Capsule         | Commentarista   | ITV             | 1 episódio                                      |
| 2017             | The Keith & Paddy Picture Show         | Ray Parker Jr.  | ITV             | 1 episódio                                      |
| 2017             | Possibly…The Best Adverts in the World | Convidado       | ITV             |                                                 |
| 2017/2018        | Through the Keyhole                    | Painelista      | ITV             | 1 episódio                                      |
| 2017/2018        | Catchphrase: Celebrity Special         | Participante    | ITV             | 1 episode                                       |
| 2018             | Room 101                               | Convidado       | BBC One         | 1 episódio                                      |